# 憲法制定国民議会
憲法制定国民議会（けんぽうせいていこくみんぎかい、仏: Assemblée nationale constituante）とは、フランス革命直前に全国三部会から離脱した第三身分を中心として形成された国民議会が、1789年7月9日に改称して成立したフランス最初の近代議会である。憲法制定議会とも呼ばれる。
1791年憲法を成立させて憲法に基づく選挙を実施し、1791年9月30日に立法議会に引き継がれた。

## 歴史

### 成立過程

球技場の誓い（ダヴィッドの未完成作品）

全国三部会において、議決方法などをめぐる第三身分（平民）と第一・二身分（聖職者、貴族）との対立が深まった。そのため、第三身分（彼ら自身はコミューンと称した）は、1789年6月17日にアベ・シェイエスのもとで国民議会の成立を宣言した。しかし、下級聖職者らが合流に合意したほかは特権階級の支持をえることができず、国王政府も国民議会の弾圧を図った。これに対して国民議会の勢力は屈服せず、6月20日の「球戯場の誓い」などを通じて徹底抗戦の構えをとった。国民議会と国王政府の深刻な対立を懸念した国王も、国民議会を承認せざるをえなくなり、聖職者の多くと貴族の一部が国民議会に合流した。その後、国王の勧告に従って残りの勢力も国民議会に加わり、混乱は一旦収拾された。7月9日には憲法制定国民議会と改称され、憲法制定の準備を行うことになった。

### フランス革命勃発

バスティーユ牢獄襲撃

7月14日に起こったバスティーユ牢獄への襲撃により革命が勃発し、革命が各地の農村へ波及すると、領主への暴動などが各地で勃発した。この暴動によって、特権身分である貴族・聖職者の多くが亡命し、アンシャン・レジームが崩壊した。この無秩序な武力蜂起は、特権身分の権力どころか国民議会まで否定しかねないものであり、議会はこの事態の収拾に乗り出すことになった。8月11日に示された法令で封建制の廃止を定めて事態を沈静化させたが、領主裁判権をはじめとした人格的支配を否定したのみで、地代廃止などの措置はとられなかった。この封建制廃止とあわせて、8月26日にフランス人権宣言（正しくは「人間と市民の権利の宣言」）を定められた。これによって、これまでの身分制社会の枠組みが完全に否定され、基本的人権を有し、自由かつ権利において平等な市民によって構成される市民社会の諸原則が確認された。これらの国民議会の決定は、国王政府の認めるところではなかったが、すでにアンシャン・レジームの崩壊によって国王政府の権力は限界に達しており、対抗策を打ち出すことが出来なかった。国王ルイ16世も、王妃や王弟に国王政府の権限を握られており、絶対王政はここに終わったと言える。国民議会は、こうした法令を制定して行くことで、国王政府に代わり国家の主権者としての地位を確立していった。
9月11日の会議において、「国王の法律拒否権」「一院制・二院制」の是非を巡り、議長席から見て議場右側に「国王拒否権あり・二院制（貴族院あり）」を主張する保守・穏健派が、左側に「国王拒否権なし・一院制（貴族院なし）」を主張する共和・革新派が陣取った。これ以降、立法議会においても、右側に立憲君主派であるフイヤン派が、左側に共和派や世俗主義などの急進派（ジャコバン派）が陣取ることが定着した。これが現在の左翼・右翼の由来である。

### 経済・宗教政策

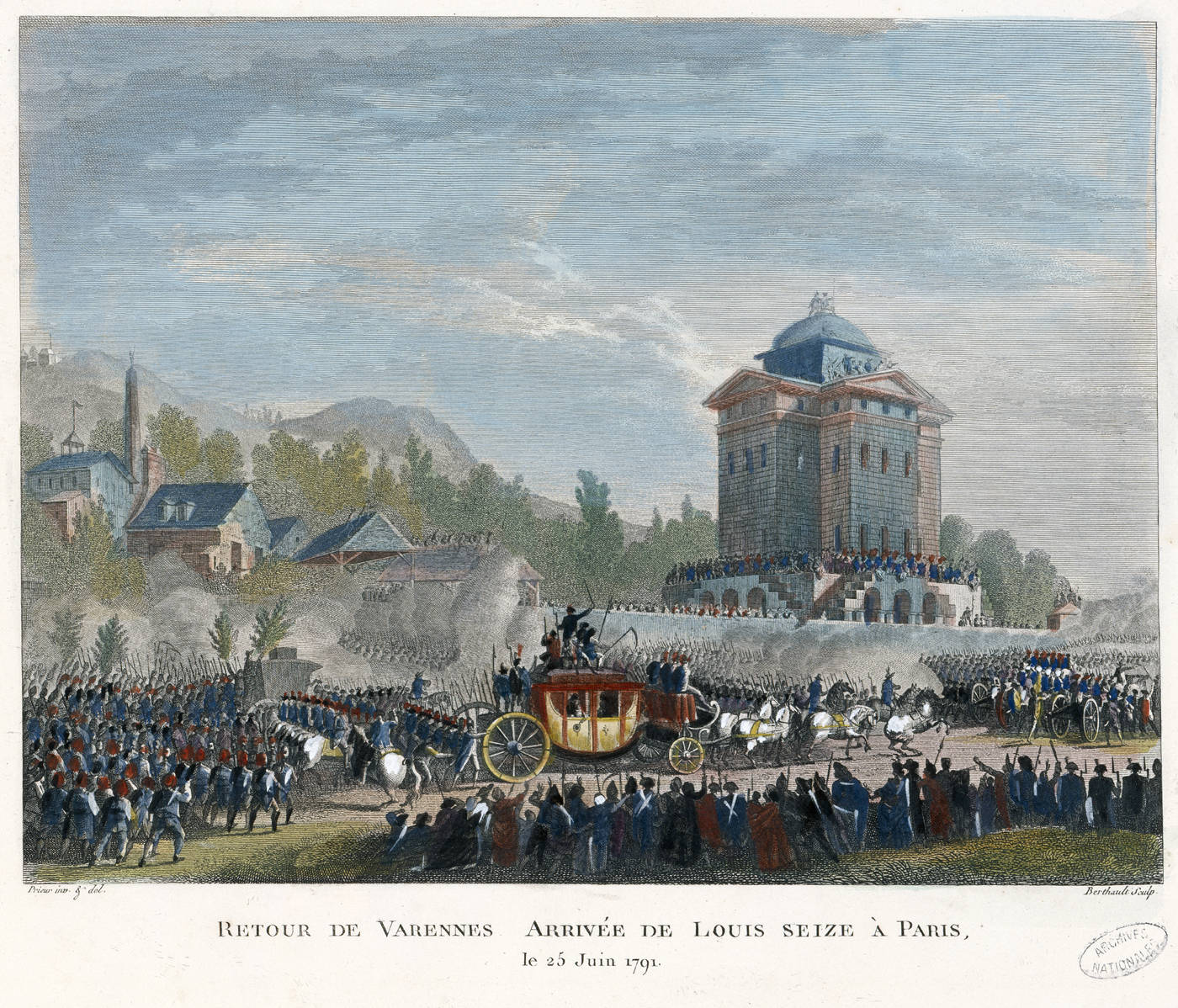
ヴァレンヌ逃亡事件

1789年11月、憲法制定国民議会はカトリック教会の財産国有化を定めた。そして、その資金を担保とする形で翌1790年よりアッシニア債券（事実上の紙幣）を発行したが、その信用は極めて低く経済の混乱を引き起こした。法的には、1790年より経済面における自由主義的な諸立法が行われ、1791年にはギルドも廃止されるなど改革の進展がみられた。聖職者に対しては、1790年7月の聖職者市民法によって聖職者の国家への忠誠を求めた。こうした政策はローマ教皇の反感を招き、革命政府とローマ教皇の対立構図を作り出した。

### ヴァレンヌ逃亡事件と憲法制定
6月末にフランス国王一家がフランスとオーストリア領ネーデルラントの国境付近への逃亡を図る事件（ヴァレンヌ逃亡事件）が起こり、議会はその対応に追われることになった。革命の急進化を恐れた当時の議会多数派はこれを国王の誘拐事件であると偽ったが、このことが民衆の反発を招き、大規模な反ブルボン家・反議会運動がパリで引き起こされた。これに対して政府は武力鎮圧の挙にでて事態が収拾された。この対応をめぐり、早期に革命を収拾しようとする勢力（フイヤン派）と、より急進的な勢力へと内部での分裂が深化する。こうした中、9月3日にフランス初の憲法（1791年憲法）が可決された。この憲法はまもなく国王ルイ16世によって承認され、9月末に議会は解散された。フイヤン派にとっては、このことは革命の終了を意味していたが、革命はこれからさらに急進化していくことになる。